# Rihards Dubra
Rihards Dubra (né le 28 février 1964 à Riga) est un compositeur letton.
Rihards Dubra a d'abord étudié la musique à Jurmala puis à l'École de Musique Emīls Dārziņš, à Riga. En 1989 il est reçu au diplôme de compositeur au Conservatoire d'État Letton. En 1996 il réussit un Master à l'Académie Musicale de Lettonie. Parallèlement à ses études, il enseignait l'harmonie et la composition à l'École de Musique de Jurmala, où il travaille encore aujourd'hui
Rihards Dubra a été organiste à l'église Notre-Dame de la Souffrance, puis chef de chœur et organiste à l'église Sainte-Marie-Madeleine de Riga.
Il a composé un Te Deum qui lui a valu le Grand Prix de la Musique Lettone de 2003.
Rihards Dubra a été chargé par la Louth Contemporary Music Society d'écrire sa première pièce chorale en anglais, basée sur le texte de Salve Regina. La première mondiale a été donnée par le Chœur national de Lettonie en février 2008 à la cathédrale Saint-Patrick de Dundalk.

## Style et œuvres
Plusieurs de ses œuvres, notamment les plus récentes, sont d'inspiration religieuse. Le contenu spirituel de ces œuvres tient aussi bien des paroles que de l'instrumentation.
Rihards Dubra considère que son style est grandement influencé par celui d'Arvo Pärt et de John Tavener.
La liste complète des œuvres de Rihards Dubra est accessible sur le web du Centre d'information sur la musique lettone

## Discographie
Monographies
- Hail, Queen of Heaven et autres œuvres chorales. – Alexander Norman, orgue ; Royal Holloway Choir, dir. Rupert Gough (9-10 janvier 2009, Hyperion CDA67799)[5] (OCLC 474973430). — contient : Oculus non vidit ; Ave Maria III ; Miserere mei ; Hail, Queen of Heaven ; Duo Seraphim ; Felix namque es… ; Stetit Angelus ; Gloria Patri ; Missa de Spiritu Sancto ; Hodie Christus natus est ; Ubi caritas ; Ave Maria I.
- Divertissement pour flûte, clavecin et violoncelle ; Rememberance pour violoncelle et piano ; The Longing of Eternal Hills, pour orgue ; Concerto pour saxophone alto et orgue ; Ecce Dominus pour soprano, saxophone et orgue – (1996 à 2010, Skani/Latvijas Radio) (OCLC 1257485552)
- Symphonie no 2 ; Mystery of His Birth* – Ēriks Kiršfelds, violoncelle* ; Orchestre symphonique de Liepāja, dir. Atvars Lakstīgala (2015, Skani) (OCLC 1283349218)

Récitals
- Un Ave Maria (1997, AKKA/LAA)
- Motets : Gloria Patri ; Miserere mei ; Hodie Christus natus est ; Ave Maria (en fa et la ) ; Rorando coeli ; Oculus non vidit – Cambridge Chorale, dir. Michael Kibblewhite (1997, Classical Recording) (OCLC ) — Dans Alpha-omega. Avec des œuvres de Monteverdi, Rachmaninov et Barber.
- Mass Signum Magnum (2002, Baltic Optical Disc).
- Laetentur in Caelis (2007, Jauniešu koris Kamēr) (OCLC 1036410270).
- Der Heilige Abend kommt hernieder pour soprano, flûte et cordes (2009, Crescendo).
- Plusieurs compilations de chants religieux anciens et modernes, comprenant un Pater Noster ; Alma Redemptoris Mater et Stetit angelus – Choir of Merton College, Oxford, dir. Peter Phillips (avril 2012, Meridian) (OCLC 867827298 et 986416967)
- Stetit angelus – Choir of The Queen's College, Oxford, dir. Owen Rees (janvier 2016, Signum) (OCLC 986416967) — Dans A new heaven, avec des œuvres de compositeurs britanniques, James MacMillan, Edgar Bainton, Kenneth Leighton, Phillip Cooke, etc.

En 2008, la chorale de l'université de Louisville a présenté le Hail, Queen of Heaven de Rihards Dubra à la National Collegiate Choral Organization de Cincinnati, Ohio. La représentation a été enregistrée et est disponible sur la plateforme iTunes.